# Liste der denkmalgeschützten Objekte in St. Leonhard am Forst
Die Liste der denkmalgeschützten Objekte in St. Leonhard am Forst enthält die 14 denkmalgeschützten, unbeweglichen Objekte der Gemeinde St. Leonhard am Forst.

## Denkmäler
| Foto |                 | Denkmal                                                                                | Standort                                                  | Beschreibung | Metadaten |
| ---- | --------------- | -------------------------------------------------------------------------------------- | --------------------------------------------------------- | --- | --- |
| ja   | Datei hochladen | Schloss (ehem. Gutshof) HERIS-ID: 33974 Objekt-ID: 31825                               | Großweichselbach 1, 19 Standort KG: Ritzengrub            | Das weiträumige Schloss mit hufeisenförmigem Grundriss ist komplett ummauert und stammt überwiegend aus der zweiten Hälfte des 16. und der ersten Hälfte des 17. Jahrhunderts. Im Südosten befindet sich ein zweigeschoßiger Wohntrakt, im Nordosten ein frei stehender Rundturm.                  | BDA-Hist.: Q37955157 Status: Bescheid Stand der BDA-Liste: 2025-06-30 Name: Schloss (ehem. Gutshof) GstNr.: 3227 Ehem. Gutshof (St. Leonhard am Forst)                          |
| ja   | Datei hochladen | Befestigung Burgstall Peillenstein HERIS-ID: 58086 Objekt-ID: 68535                    | Thal 7, bei Standort KG: Ritzengrub                       | Der Burgstall der Burg Peilstein liegt 2 km nordnordöstl. von St. Leonhard am Forst auf einem Umlaufberg der Mank. | BDA-Hist.: Q38080407 Status: Bescheid Stand der BDA-Liste: 2025-06-30 Name: Befestigung Burgstall Peillenstein GstNr.: 1509                                                     |
| ja   | Datei hochladen | Befestigung Burgstall Vornholz HERIS-ID: 46476 Objekt-ID: 48529                        | Vornholz 5, bei Standort KG: Ritzengrub                   | Der gut erhaltene Burgstall liegt 3,8 km westnordwestl. von St. Leonhard am Forst auf einem oberhalb der "Diemlingmühle" vorspringenden Umlaufberg der Melk. Der Burgberg verengt markant das Melktal.                                                                                             | BDA-Hist.: Q38021901 Status: Bescheid Stand der BDA-Liste: 2025-06-30 Name: Befestigung Burgstall Vornholz GstNr.: 2629                                                         |
| ja   | Datei hochladen | Friedhof mit Umfassungsmauer und Dreifaltigkeitssäule HERIS-ID: 79219 Objekt-ID: 92893 | neben Parkstraße 18 Standort KG: Ritzengrub               | Die Pestsäule mit Sonntagberger Dreifaltigkeit und Relief des heiligen Sebastian stammt aus dem Jahr 1715. | BDA-Hist.: Q38153993 Status: § 2a Stand der BDA-Liste: 2025-06-30 Name: Friedhof mit Umfassungsmauer und Dreifaltigkeitssäule GstNr.: 963/1, 981 Cemetery St. Leonhard am Forst |
| ja   | Datei hochladen | Bildstock, Kreuzsäule HERIS-ID: 79236 Objekt-ID: 92910                                 | Standort KG: Ritzengrub                                   | Tabernakelbildstock mit Kreuzaufsatz, Stifterinschrift von 1669. Steht nördlich des Ortes. | BDA-Hist.: Q38154034 Status: § 2a Stand der BDA-Liste: 2025-06-30 Name: Bildstock, Kreuzsäule GstNr.: 1765 Kreuzsäule St. Leonhard am Forst                                     |
| ja   | Datei hochladen | Mausoleum Familie Popp HERIS-ID: 79267 Objekt-ID: 92942                                | Standort KG: Ritzengrub                                   | | BDA-Hist.: Q38154085 Status: § 2a Stand der BDA-Liste: 2025-06-30 Name: Mausoleum Familie Popp GstNr.: 1261 Cemetery St. Leonhard am Forst                                      |
| ja   | Datei hochladen | Aufnahmsgebäude St. Leonhard am Forst HERIS-ID: 50626 Objekt-ID: 55766                 | Bahnhofstraße 13 Standort KG: St. Leonhard am Forst       | Das hakenförmige eingeschoßige Gebäude aus dem Jahr 1905 diente als Empfangsgebäude des Bahnhofs der Lokalbahn Ober-Grafendorf–Gresten. | BDA-Hist.: Q38041315 Status: Bescheid Stand der BDA-Liste: 2025-06-30 Name: Aufnahmsgebäude St. Leonhard am Forst GstNr.: .80/1                                                 |
| ja   | Datei hochladen | Mariensäule, Familiensäule HERIS-ID: 79215 Objekt-ID: 92889                            | vor Hauptplatz 21 Standort KG: St. Leonhard am Forst      | Obelisk mit Statuengruppe der Hl. Familie im Wandel, 1. Hälfte des 18. Jahrhunderts. | BDA-Hist.: Q38153962 Status: § 2a Stand der BDA-Liste: 2025-06-30 Name: Mariensäule, Familiensäule GstNr.: 183/1                                                                |
| ja   | Datei hochladen | Pranger HERIS-ID: 79216 Objekt-ID: 92890                                               | bei Hauptplatz 18 Standort KG: St. Leonhard am Forst      | Stark abgefaster Pfeiler über Sockel, darauf Kugel. Im 17. Jahrhundert errichtet. | BDA-Hist.: Q38153975 Status: § 2a Stand der BDA-Liste: 2025-06-30 Name: Pranger GstNr.: 183/1                                                                                   |
| ja   | Datei hochladen | Gemeindeamt, ehem. Schloss HERIS-ID: 79091 Objekt-ID: 92761                            | Hauptplatz 1 Standort KG: St. Leonhard am Forst           | Hakenförmiger zweigeschoßiger Bau, im Kern aus dem Ende des 16. Jahrhunderts. 1808 umgebaut, ab 1828 Kanzlei der k. k. Patrimonialherrschaft. 1896–1935 wechselnde Besitzer, seither Gemeindeamt.                                                                                                  | BDA-Hist.: Q38153801 Status: § 2a Stand der BDA-Liste: 2025-06-30 Name: Gemeindeamt, ehem. Schloss GstNr.: .19/5 Schloss Leonhard am Forst                                      |
| ja   | Datei hochladen | Kriegerdenkmal HERIS-ID: 79266 Objekt-ID: 92941                                        | neben Kirchenstraße 13 Standort KG: St. Leonhard am Forst | Darstellung eines Schwertes mit Dornenkrone, neben dem Westportal der Pfarrkirche. | BDA-Hist.: Q38154075 Status: § 2a Stand der BDA-Liste: 2025-06-30 Name: Kriegerdenkmal GstNr.: .25                                                                              |
| ja   | Datei hochladen | Kath. Pfarrkirche hl. Leonhard HERIS-ID: 50625 Objekt-ID: 55765                        | neben Kirchenstraße 13 Standort KG: St. Leonhard am Forst | Spätgotische, im Kern romanische Staffelkirche am östlichen Ortsrand. Langhaus mit dreischiffiger Staffelhalle, hochgotischer Langchor, im Norden nahezu gleich großer Nebenchor, im Süden Sakristei und Turm. Bemerkenswerte hochbarocke Einrichtung mit Altären, Kanzel und zahlreichen Statuen. | BDA-Hist.: Q38041303 Status: § 2a Stand der BDA-Liste: 2025-06-30 Name: Kath. Pfarrkirche hl. Leonhard GstNr.: .25 Pfarrkirche Sankt Leonhard am Forst                          |
| ja   | Datei hochladen | Pfarrhof HERIS-ID: 50624 Objekt-ID: 55764                                              | Kirchenstraße 15 Standort KG: St. Leonhard am Forst       | Zweigeschoßiger kubischer Bau unter Walmdach, im Kern aus der 2. Hälfte des 16. Jahrhunderts. | BDA-Hist.: Q38041291 Status: § 2a Stand der BDA-Liste: 2025-06-30 Name: Pfarrhof GstNr.: .24                                                                                    |
| ja   | Datei hochladen | Figurenbildstock Maria Immaculata HERIS-ID: 79217 Objekt-ID: 92891                     | Standort KG: St. Leonhard am Forst                        | Der Figurenbildstock Maria Immaculata wurde 1720 von Wolf Ehrenreich Graf Auersperg gestiftet und nach 1900 an den Standort neben der Kirche versetzt. | BDA-Hist.: Q38153984 Status: § 2a Stand der BDA-Liste: 2025-06-30 Name: Figurenbildstock Maria Immaculata GstNr.: .26                                                           |